# АБАКО
АБАКО (Асоціація народу баконго, Альянс народу баконго; ABAKO, Association des Bakongo, Alliance des Bakongo) — політична партія в Конго.
Партія була заснована в 1950 році як культурно-просвітницька організація, що діяла серед народу конго. Видавала кілька газет на мовах кіконго та французькій. В перші роки існування асоціація знаходилась під значним впливом католицької церкви.
В 1956 році АБАКО виступила за надання незалежності Бельгійського Конго та перетворення його в федерацію з досить автономних провінцій («Маніфест Абако»). Цей крок став відповіддю на набагато примирливішу заяву групи інтелектуалів з інших етнічних груп, які ототожнювали себе з редакційним комітетом газети Conscience Africaine («Африканська свідомість») у Леопольдвілі. У ньому вони повністю підтримали ідеї, викладені бельгійським професором А. А. Й. ван Білсеном у його есе 1955 Тридцятирічний план політичного звільнення Бельгійської Африки, іноді відомий як План ван Білсена.
З поглибленням національно-визвольного руху в 1959 році асоціація була перетворена в політичну партію та признана бельгійською владою. Відображаючи інтереси традиційної знаті та багатіїв, неодноразово закликала до створення держави народу конго в межах середньовічного Конго. В кінці 1950-их років партія об'єднала декілька етнорегіональних організацій, очоливши їхню боротьбу проти прибічників створення централізованої конголезької держави. В 1959 році АБАКО виступила за перетворення провінції Леопольдвіль в самостійну республіку Центральне Конго.
Партія брала участь в Брюсельських конференціях круглого столу в 1960 році. В ході перемовин про надання незалежності Конго АБАКО розкололась на фракції Ж. Касавубу (очолював партію з 1955 року) та Д.Канзи. В першій половині 1960-их років (до самого її розпуску в 1965 році) партія дедалі більше обмежувала свою діяльність провінцією Леопольдвіль.